# Nguyễn Chí Thành (Tổng cục An ninh)
Nguyễn Chí Thành là Trung tướng Công an nhân dân Việt Nam. Ông nguyên là Tổng cục trưởng Tổng cục An ninh, Công an nhân dân Việt Nam.

## Sự nghiệp
Ngày 4/6/2008, Thủ tướng Chính phủ ban hành Quyết định thăng cấp bậc hàm cho ông từ Đại tá lên Thiếu tướng, lúc này ông đang công tác ở Tổng cục An ninh, Bộ Công an Việt Nam.
Năm 2010, ông là Thiếu tướng, Phó Tổng cục trưởng Tổng cục An ninh 1. Ông là Trưởng Tiểu ban Nội dung - Tuyên truyền Hội nghị những người đứng đầu Cơ quan An ninh các nước ASEAN (MACOSA).
Chiều 8/4/2011, tại Hà Nội, Bộ Công an Việt Nam đã công bố quyết định của Thủ tướng Chính phủ về bổ nhiệm chức vụ Tổng cục trưởng Tổng cục An ninh I - Bộ Công an đối với Thiếu tướng Nguyễn Chí Thành, Quyền Tổng cục trưởng Tổng cục An ninh I - Bộ Công an.
Ngày 31/12/2014, Thủ tướng Chính phủ Việt Nam đã điều động trung tướng Nguyễn Chí Thành, Tổng cục trưởng Tổng cục an ninh I giữ chức Tổng cục trưởng Tổng cục An ninh, Bộ Công an (vừa sáp nhập từ hai Tổng cục An ninh 1 và 2).

## Lịch sử thụ phong quân hàm
- Thiếu tướng Công an nhân dân Việt Nam (2008)
- Trung tướng Công an nhân dân Việt Nam